# Хияка (спътник)
Хияка (Hiʻiaka) е по-големият и по-отдалечен естествен спътник на планетата джудже Хаумея. Тя е именувана на една от дъщерите на Хаумея – Хияка. Това е и първият открит спътник на малката планета.